# Yu (personaggio)
(Yu a Jack O'Neill durante i negoziati per l'ammissione della Terra nel Trattato dei pianeti protetti degli Asgard.)
Yu è un personaggio immaginario della serie televisiva di fantascienza Stargate SG-1.

## Descrizione
Yu è un potente e intelligente regnante Goa'uld, uno dei più anziani signori della Galassia tuttora in vita. Astuto sul campo di battaglia ed esperto governante e diplomatico, vanta una posizione privilegiata nei riguardi degli altri Goa'uld, da cui è temuto e rispettato.
Insieme a Cronos e Nirrti, influenti Goa'uld simili a lui per potenza militare e diplomatica, viene scelto per rappresentare i Signori del Sistema ai negoziati di pace con la Terra e gli Asgard. Yu si rivela il principale portavoce del trio, e sostiene il trattato di non aggressione al giovane pianeta d'origine degli umani. Nel corso dell'incontro, però, si svolge un grave incidente che rischia di concludersi con un attacco inarrestabile da parte dei Goa'uld alla Terra: Cronus subisce infatti un attentato quasi mortale e i sospetti dapprima ricadono sugli umani, ma in un secondo momento si scopre il coinvolgimento di Nirrti, intenta non solo a radere al suolo il pianeta, ma a prendersi il reame del Signore del Sistema colpito. A questo punto il negoziato si conclude a vantaggio della Terra, che verrà risparmiata. Secondo Thor, il Supremo Comandante della Flotta degli Asgard, ha comunque aiutato il fatto che Yu non risiede nella nostra parte della Galassia, e che i suoi interessi personali siano orientati altrove.
Successivamente, i Signori del Sistema partecipano a un'importante assemblea per stabilire come fronteggiare insieme una misteriosa nuova minaccia, e Lord Yu presenzia con quello che crede sia il suo schiavo personale, Jarren, che in realtà è Daniel Jackson abilmente travestito. Il sovrano monta su tutte le furie quando apprende che la minaccia per i Signori del Sistema non è altro che Anubis, suo grande e vecchio nemico che tutti credevano morto ormai da secoli. Convinti subdolamente da Osiris, gli altri Signori del Sistema votano per riammettere Anubis come Signore del Sistema, nonostante il parere nettamente contrario di Yu.

Simbolo dei jaffa di Yu

Dopo essere sopravvissuto a un attacco di Osiris, Lord Yu comincia una campagna contro Anubis. Malgrado la tecnologia superiore, le forze di Anubis faticano a tener testa a quelle di Yu, che finalmente convince gli altri Signori del Sistema ad opporsi congiuntamente al rivale, guidandoli in una grande forza d'attacco nel corso di una battaglia sopra il pianeta Abydos, dove Anubis impiega la sua nuova e avanzata arma per annientare l'intera flotta d'assalto.
Quando l'SG-1 offre a Yu una possibilità di distruggere Anubis per sempre, questi inspiegabilmente li tradisce e ritira le proprie forze nel pieno della battaglia. Il suo Primo Jaffa confiderà in seguito a Teal'c le proprie preoccupazioni circa la salute dell'anziano Goa'uld: il Sarcofago non riesce più a sostenere le esigenze psichiche e fisiche dell'assai vecchio Yu come faceva una volta, al punto che ora comincia a risentire di frequenti attacchi di amnesia e incapacità di giudizio. Teal'c chiede se Yu non abbia preso in considerazione la possibilità di cambiare corpo, ma stando a Oshu,, Yu ormai non è più in grado di fare una cosa del genere. 
Quando i Replicatori iniziano a invadere la Galassia, Yu viene ucciso dalla Repli-Carter insieme agli altri Signori del Sistema.

## Realtà storica
La figura di Yǔ pare non essere la personificazione di una divinità di per sé, ma può essere stato uno dei primi imperatori cinesi. Certi storici lo identificano come il fondatore della prima dinastia cinese. Le leggende dicono che percorse il mondo nella forma di un drago e che possedesse enormi poteri.